# Tavastiërs
De Tavastiërs, Tavastianen of Tavasten (Fins: Hämäläiset of Jäämit, Zweeds: Tavaster, Russisch: Емь, Jem of Jam) zijn een historisch volk en een moderne subgroep (heimo) van de Finnen. Ze wonen in gebieden van de historische provincie Tavastland (Häme) en spreken Tavastische dialecten.
Hoewel het gebied al bewoond werd vanaf de steentijd, arriveerden de Fins-sprekende stammen pas in de laatste eeuw voor Christus, tijdens de ijzertijd. Het kerngebied van het oude Tavastland werd gevormd rond het Vanajavesi-meer. Een voorbeeld van georganiseerde samenwerking van Tavastiërs uit de ijzertijd zijn de heuvelforten, de zogenaamde "oude kastelen", die een duidelijke lijn vormen in zuid-noord richting rond Hämeenlinna. Het meest opmerkelijke van deze heuvelforten is het kasteel Rapola, het grootste heuvelfort in Finland, maar ook het Tenhola-heuvelfort in Hattula en het Hakoinen-kasteel waren belangrijke forten. Rond de forten ontstonden vaak dorpen; bijvoorbeeld Hattula en Vanaja-Janakkala ontstonden op deze manier. In historische bronnen worden de Tavastiërs voor het eerst genoemd in 1042.
De Nestorkroniek en Eerste Novgorodse Kroniek beschrijven Tavastiërs (Jem) die van de 11e tot de 14e eeuw regelmatig in conflict waren met Novgorod (de Fins-Novgorodse oorlogen) en de Kareliërs, evenals met andere Oostzee-Finse volkeren.